# Anurognathidae
Anurognatidi (zástupci čeledi Anurognathidae) byli skupinou malých ramforynchoidních ptakoještěrů, obvykle postrádajících ocasní část páteře. Žili téměř po celém světě v období jury a spodní křídy (asi před 160 až 120 miliony let).

## Popis
Zajímavými zástupci jsou rody Anurognathus a Batrachognathus, s podivně zkrácenou předočnicovou částí lebky. Anurognatidi mají některé znaky společné s pterodaktyloidy (například krátké a spojené ocasní kosti), nejsou však této skupině příliš blízce příbuzní.
Obecně byli tito ptakoještěři velmi malí, jejich rozpětí křídel činilo jen 0,24 až 1 metr.
Podle nových výzkumů byli tito specializovaní pterosauři patrně vývojem přizpůsobení k lovu hmyzu a jiných bezobratlých za horších světelných podmínek (při soumraku a v noci).